# Heaven 17/Diskografie
Diese Diskografie ist eine Übersicht über die musikalischen Werke der britischen Synthie-Pop-Band Heaven 17. Den Schallplattenauszeichnungen zufolge hat sie bisher mehr als eine Million Tonträger verkauft. Ihre erfolgreichste Veröffentlichung ist das Album The Luxury Gap mit über 300.000 verkauften Einheiten.

## Alben

### Studioalben
| Jahr | Titel                             | Höchstplatzierung, Gesamtwochen, AuszeichnungChartplatzierungen (Jahr, Titel, Platzierungen, Wochen, Auszeichnungen, Anmerkungen) | Höchstplatzierung, Gesamtwochen, AuszeichnungChartplatzierungen (Jahr, Titel, Platzierungen, Wochen, Auszeichnungen, Anmerkungen) | Höchstplatzierung, Gesamtwochen, AuszeichnungChartplatzierungen (Jahr, Titel, Platzierungen, Wochen, Auszeichnungen, Anmerkungen) | Höchstplatzierung, Gesamtwochen, AuszeichnungChartplatzierungen (Jahr, Titel, Platzierungen, Wochen, Auszeichnungen, Anmerkungen) | Anmerkungen                                                                                    |
| Jahr | Titel                             | DE | UK | US | Dance | Anmerkungen                                                                                    |
| ---- | --------------------------------- | --- | --- | --- | --- | ---------------------------------------------------------------------------------------------- |
| 1981 | Penthouse and Pavement            | — | UK14 Gold · (77 Wo.)UK | — | — | Erstveröffentlichung: 18. September 1981 Produzenten: British Electric Foundation, Peter Walsh |
| 1983 | The Luxury Gap                    | DE7 (23 Wo.)DE | UK4 Platin · (36 Wo.)UK | US72 (13 Wo.)US | — | Erstveröffentlichung: 29. April 1982 Produzenten: British Electric Foundation, Greg Walsh      |
| 1984 | How Men Are                       | DE31 (6 Wo.)DE | UK12 Silber · (11 Wo.)UK | — | — | Erstveröffentlichung: 24. September 1984 Produzenten: British Electric Foundation, Greg Walsh  |
| 1986 | Pleasure One                      | — | UK78 (1 Wo.)UK | US177 (3 Wo.)US | — | Erstveröffentlichung: 17. November 1986 Produzenten: Heaven 17                                 |
| 1988 | Teddy Bear, Duke & Psycho         | DE46 (3 Wo.)DE | — | — | — | Erstveröffentlichung: 19. September 1988 Produzenten: Heaven 17                                |
| 1996 | Bigger Than America               | — | — | — | — | Erstveröffentlichung: 20. September 1996                                                       |
| 2005 | Before After                      | — | — | — | — | Erstveröffentlichung: 6. September 2005                                                        |
| 2008 | Naked as Advertised – Versions 08 | — | — | — | — | Erstveröffentlichung: 2008 mehrere Neuaufnahmen plus zwei neue Titel                           |
| 2017 | Not For Public Broadcast          | — | — | — | — | Erstveröffentlichung: 17. Februar 2017                                                         |

grau schraffiert: keine Chartdaten aus diesem Jahr verfügbar

### Livealben
- 1999: Temptation: Heaven 17 Live in Concert (DE) / Live at Last; Designing Heaven (UK) / How Live Is; Absolutely the Best – Live (US)
- 2005: Live at Scala, London 29 November 2005
- 2013: Live from Metropolis Studios (CD + DVD)
- 2015: Live At The Jazz Café 2015

### Kompilationen
| Jahr | Titel                                     | Höchstplatzierung, Gesamtwochen, AuszeichnungChartplatzierungen (Jahr, Titel, Platzierungen, Wochen, Auszeichnungen, Anmerkungen) | Höchstplatzierung, Gesamtwochen, AuszeichnungChartplatzierungen (Jahr, Titel, Platzierungen, Wochen, Auszeichnungen, Anmerkungen) | Höchstplatzierung, Gesamtwochen, AuszeichnungChartplatzierungen (Jahr, Titel, Platzierungen, Wochen, Auszeichnungen, Anmerkungen) | Höchstplatzierung, Gesamtwochen, AuszeichnungChartplatzierungen (Jahr, Titel, Platzierungen, Wochen, Auszeichnungen, Anmerkungen) | Anmerkungen                                                                                             |
| Jahr | Titel                                     | DE | UK | US | Dance | Anmerkungen                                                                                             |
| ---- | ----------------------------------------- | --- | --- | --- | --- | --- |
| 1983 | Heaven 17                                 | — | — | US68 (28 Wo.)US | — | Produzenten: British Electric Foundation                                                                |
| 1986 | Endless                                   | — | UK70 (2 Wo.)UK | — | — | Produzenten: British Electric Foundation, Greg Walsh                                                    |
| 1993 | Higher and Higher – The Best of Heaven 17 | — | UK31 (2 Wo.)UK | — | — | Erstveröffentlichung: 11. Januar 1993 Produzenten: British Electric Foundation, Greg Walsh, Martyn Ware |
| 2021 | The Essential                             | — | UK73 (1 Wo.)UK | — | — | Erstveröffentlichung: 23. Juli 2021                                                                     |

grau schraffiert: keine Chartdaten aus diesem Jahr verfügbar
Weitere Kompilationen
- 1992: The Best of Heaven 17
- 1999: Temptation: The Best Of Heaven 17
- 2000: Heaven 17
- 2000: Temptation
- 2001: We Blame Love
- 2005: Heaven 17
- 2006: Greatest Hits
- 2011: So80s (Soeighties) Presents Heaven 17 (Heaven 17 curated by Blank & Jones)
- 2012: Play to Win: The Very Best of Heaven 17 (2 CDs)

### Remixalben
- 1995: The Remix Collection
- 1998: Retox / Detox (2 CDs)

## Singles

### Als Leadmusiker
| Jahr | Titel Album | Höchstplatzierung, Gesamtwochen, AuszeichnungChartplatzierungen (Jahr, Titel, Album, Platzierungen, Wochen, Auszeichnungen, Anmerkungen) | Höchstplatzierung, Gesamtwochen, AuszeichnungChartplatzierungen (Jahr, Titel, Album, Platzierungen, Wochen, Auszeichnungen, Anmerkungen) | Höchstplatzierung, Gesamtwochen, AuszeichnungChartplatzierungen (Jahr, Titel, Album, Platzierungen, Wochen, Auszeichnungen, Anmerkungen) | Höchstplatzierung, Gesamtwochen, AuszeichnungChartplatzierungen (Jahr, Titel, Album, Platzierungen, Wochen, Auszeichnungen, Anmerkungen) | Anmerkungen | [↑]: gemeinsam behandelt mit vorhergehendem Eintrag; [←]: in beiden Charts platziert |
| Jahr | Titel Album | DE | UK | US | Dance | Anmerkungen |                                                                                      |
| ---- | --- | --- | --- | --- | --- | --- | ------------------------------------------------------------------------------------ |
| 1981 | (We Don’t Need This) Fascist Groove Thang Penthouse and Pavement                                                  | — | UK45 (5 Wo.)UK | — | Dance29 (15 Wo.)Dance | Erstveröffentlichung: 6. März 1981 Autoren: Glenn Gregory, Ian Craig Marsh, Martyn Ware                                                                          |                                                                                      |
| 1981 | Play to Win Penthouse and Pavement                                                                                | — | UK46 (7 Wo.)UK | — | Dance19 (18 Wo.)Dance | Erstveröffentlichung: 17. Juli 1981 Autoren: British Electric Foundation, Glenn Gregory                                                                          |                                                                                      |
| 1981 | Penthouse and Pavement                                                                                            | — | UK57 (3 Wo.)UK | —[Dance: ↑] | Dance19 (18 Wo.)Dance | Erstveröffentlichung: 16. Oktober 1981 Autoren: Glenn Gregory, Ian Craig Marsh, Martyn Ware                                                                      |                                                                                      |
| 1982 | Let Me Go! The Luxury Gap                                                                                         | — | UK41 (8 Wo.)UK | US74 (5 Wo.)US | Dance4 (17 Wo.)Dance | Erstveröffentlichung: 22. Oktober 1982 Backing Vocals: The Hereafter Autoren: Glenn Gregory, Ian Craig Marsh, Martyn Ware                                        |                                                                                      |
| 1982 | Who Will Stop the Rain? The Luxury Gap                                                                            | — | — | — | Dance36 (10 Wo.)Dance | Autoren: Glenn Gregory, Ian Craig Marsh, Martyn Ware |                                                                                      |
| 1983 | Temptation The Luxury Gap                                                                                         | DE11 (16 Wo.)DE | UK2 Silber · (13 Wo.)UK | — | Dance34 (10 Wo.)Dance | Erstveröffentlichung: 8. April 1983 Backing Vocals: Carol Kenyon Autoren: Glenn Gregory, Ian Craig Marsh, Martyn Ware                                            |                                                                                      |
| 1983 | Come Live with Me The Luxury Gap                                                                                  | — | UK5 (11 Wo.)UK | — | — | Erstveröffentlichung: 13. Juni 1983 Autoren: Glenn Gregory, Ian Craig Marsh, Martyn Ware                                                                         |                                                                                      |
| 1983 | Crushed by the Wheels of Industry The Luxury Gap                                                                  | — | UK17 (7 Wo.)UK | — | Dance34 (8 Wo.)Dance | Erstveröffentlichung: 2. September 1983 Autoren: Glenn Gregory, Ian Craig Marsh, Martyn Ware                                                                     |                                                                                      |
| 1984 | Sunset Now How Men Are                                                                                            | — | UK24 (6 Wo.)UK | — | Dance39 (5 Wo.)Dance | Erstveröffentlichung: 16. August 1984 Autoren: Glenn Gregory, Ian Craig Marsh, Martyn Ware                                                                       |                                                                                      |
| 1984 | This Is Mine How Men Are                                                                                          | — | UK23 (7 Wo.)UK | — | Dance28 (8 Wo.)Dance | Erstveröffentlichung: 15. Oktober 1984 Autoren: Glenn Gregory, Ian Craig Marsh, Martyn Ware                                                                      |                                                                                      |
| 1985 | … And That’s No Lie How Men Are                                                                                   | — | UK52 (5 Wo.)UK | — | — | Erstveröffentlichung: Januar 1985 Autoren: Glenn Gregory, Ian Craig Marsh, Martyn Ware                                                                           |                                                                                      |
| 1986 | The Foolish Thing to Do Teddy Bear, Duke & Psycho                                                                 | — | UK80 (2 Wo.)UK | — | — | Erstveröffentlichung: April 1986 feat. Jimmy Ruffin Autoren: Glenn Gregory, Ian Craig Marsh, Martyn Ware, Nick Plytas                                            |                                                                                      |
| 1986 | Contenders Pleasure One                                                                                           | — | UK80 (4 Wo.)UK | — | Dance6 (10 Wo.)Dance | Erstveröffentlichung: 6. Oktober 1986 Autoren: Glenn Gregory, Ian Craig Marsh, Martyn Ware                                                                       |                                                                                      |
| 1987 | Trouble Pleasure One                                                                                              | DE17 (14 Wo.)DE | UK51 (4 Wo.)UK | — | — | Erstveröffentlichung: 5. Januar 1987 Autoren: Glenn Gregory, Ian Craig Marsh, Martyn Ware                                                                        |                                                                                      |
| 1988 | The Ballad of Go Go Brown Teddy Bear, Duke & Psycho                                                               | — | UK91 (2 Wo.)UK | — | — | Erstveröffentlichung: 22. August 1988 Autoren: Glenn Gregory, Ian Craig Marsh, Martyn Ware                                                                       |                                                                                      |
| 1992 | Temptation (Brothers in Rhythm Remix) Higher and Higher – The Best of Heaven 17                                   | DE42 (13 Wo.)DE | UK4 Silber · (11 Wo.)UK | — | — | Erstveröffentlichung: 9. November 1992 Remix: Alan Bremner, Dave Seaman, Steve Anderson                                                                          |                                                                                      |
| 1993 | (We Don’t Need This) Fascist Groove Thang (The Rapino Brothers Remixes) Higher and Higher – The Best of Heaven 17 | — | UK40 (2 Wo.)UK | — | — | Erstveröffentlichung: Februar 1993 Remix: Charlie Mallozi, Marco Sabiu                                                                                           |                                                                                      |
| 1993 | Penthouse and Pavement (The Tommy D Remixes) –                                                                    | — | UK54 (1 Wo.)UK | — | Dance26 (7 Wo.)Dance | Remix: Tom Asher Danvers |                                                                                      |
| 1998 | With This Ring Let Me Go –                                                                                        | — | UK80 (1 Wo.)UK | — | — | Molella & Phil Jay present Heaven 17 meets Fast Eddie Autoren: Filippo Carmeni, Glenn Gregory, Lamar Hula Mahone, Ian Craig Marsh, Martyn Ware, Maurizio Molella |                                                                                      |
| 2006 | Hands Up to Heaven Before After                                                                                   | — | — | — | Dance6 (14 Wo.)Dance | Autoren: Glenn Gregory, Ian Craig Marsh, Keith Lowndes, Martyn Ware                                                                                              |                                                                                      |

Weitere Singles
- 1981: I’m Your Money
- 1982: Height of the Fighting (He-La-Hu)
- 1983: We Live so Fast
- 1986: Make Music on the 64 (Flexi)
- 1988: Train of Love in Motion
- 1989: Snake and People
- 1996: Designing Heaven
- 1997: We Blame Love
- 2007: I’m Gonna Make You Fall in Love with Me (Exclusive DJ Mixes)
- 2011: Rarities 2011 EP (3 mp3-Files, kostenloser Download auf der Webseite der Band)
- 2014: Pray / Illumination

### Als Gastmusiker
| Jahr | Titel Album                        | Höchstplatzierung, Gesamtwochen, AuszeichnungChartplatzierungen (Jahr, Titel, Album, Platzierungen, Wochen, Auszeichnungen, Anmerkungen) | Höchstplatzierung, Gesamtwochen, AuszeichnungChartplatzierungen (Jahr, Titel, Album, Platzierungen, Wochen, Auszeichnungen, Anmerkungen) | Höchstplatzierung, Gesamtwochen, AuszeichnungChartplatzierungen (Jahr, Titel, Album, Platzierungen, Wochen, Auszeichnungen, Anmerkungen) | Höchstplatzierung, Gesamtwochen, AuszeichnungChartplatzierungen (Jahr, Titel, Album, Platzierungen, Wochen, Auszeichnungen, Anmerkungen) | Höchstplatzierung, Gesamtwochen, AuszeichnungChartplatzierungen (Jahr, Titel, Album, Platzierungen, Wochen, Auszeichnungen, Anmerkungen) | Anmerkungen                                                           |
| Jahr | Titel Album                        | DE | CH | UK | US | Dance | Anmerkungen                                                           |
| ---- | ---------------------------------- | --- | --- | --- | --- | --- | --------------------------------------------------------------------- |
| 1983 | Let’s Stay Together Private Dancer | DE18 (15 Wo.)DE | CH28 (1 Wo.)CH | UK6 Silber · (13 Wo.)UK | US26 (15 Wo.)US | Dance1 (12 Wo.)Dance | Erstveröffentlichung: 7. November 1983 Backing Vocals bei Tina Turner |

## Videoalben
- 1983: Heaven 17’s Industrial Revolution (VHS)
- 2002: Made in Sheffield: The Birth of Electronic Pop (mit The Human League, ABC, Cabaret Voltaire und Pulp, VHS, DVD)
- 2007: Live at the Scala London (DVD)
- 2010: Penthouse and Pavement Live in Concert 2010 (30th Anniversary Special Edition) (2 DVDs)

## Statistik

### Chartauswertung
|                     | DE    | UK    | US    | Dance       |
| ------------------- | ----- | ----- | ----- | ----------- |
| Nummer-eins-Alben   | DE—DE | UK—UK | US—US | Dance—Dance |
| Top-10-Alben        | DE1DE | UK1UK | US—US | Dance—Dance |
| Alben in den Charts | DE3DE | UK7UK | US3US | Dance—Dance |

|                       | DE    | CH    | UK     | US    | Dance        |
| --------------------- | ----- | ----- | ------ | ----- | ------------ |
| Nummer-eins-Singles   | DE—DE | CH—CH | UK—UK  | US—US | Dance1Dance  |
| Top-10-Singles        | DE—DE | CH—CH | UK4UK  | US—US | Dance4Dance  |
| Singles in den Charts | DE4DE | CH1CH | UK19UK | US2US | Dance12Dance |

### Auszeichnungen für Musikverkäufe
Anmerkung: Auszeichnungen in Ländern aus den Charttabellen bzw. Chartboxen sind in ebendiesen zu finden.
| Land/RegionAuszeichnungen für Musikverkäufe (Land/Region, Auszeichnungen, Verkäufe, Quellen) | Silber     | Gold  | Platin  | Verkäufe  | Quellen   |
| -------------------------------------------------------------------------------------------- | ---------- | ----- | ------- | --------- | --------- |
| Vereinigtes Königreich (BPI)                                                                 | 4× Silber4 | Gold1 | Platin1 | 1.060.000 | bpi.co.uk |
| Insgesamt                                                                                    | 4× Silber4 | Gold1 | Platin1 |           |           |